# انتشار مناعي
الانتشار المناعي (بالإنجليزية: Immunodiffusion)‏ هو اختبار تَشخيصي يتضمن الانتشار من خلال مادة مثل الآغار. هُناك شكلين معروفين من الانتشار المناعي، الانتشار المناعي المضاعف حسب أوكتارلوني والانتشار المناعي الشعاعي.

## روابط خارجية
- Immunodiffusion في المكتبة الوطنية الأمريكية للطب نظام فهرسة المواضيع الطبية (MeSH).